# Olympische Sommerspiele 1924/Leichtathletik – 3000 m Hindernis (Männer)
Der 3000-Meter-Hindernislauf der Männer bei den Olympischen Spielen 1924 in Paris wurde am 7. und 9. Juli 1924 im Stade de Colombes ausgetragen. Zwanzig Athleten nahmen teil.
Olympiasieger wurde der Finne Ville Ritola vor seinem Landsmann Elias Katz. Bronze ging an Paul Bontemps aus Frankreich.
Dieses Rennen wird ebenso wie der 100- und der 400-Meter-Lauf in dem oscarprämierten Film Die Stunde des Siegers (OT: Chariots of Fire) aus dem Jahr 1981 von Hugh Hudson thematisiert. Der britische Starter Evelyn Montague wurde von Nicholas Farrell dargestellt.

## Rekorde
Weltrekorde wurden auf dieser Strecke damals nicht geführt, da es noch keine standardisierten Regeln für die Aufstellung der Hindernisse gab.

### Bestehende Rekorde

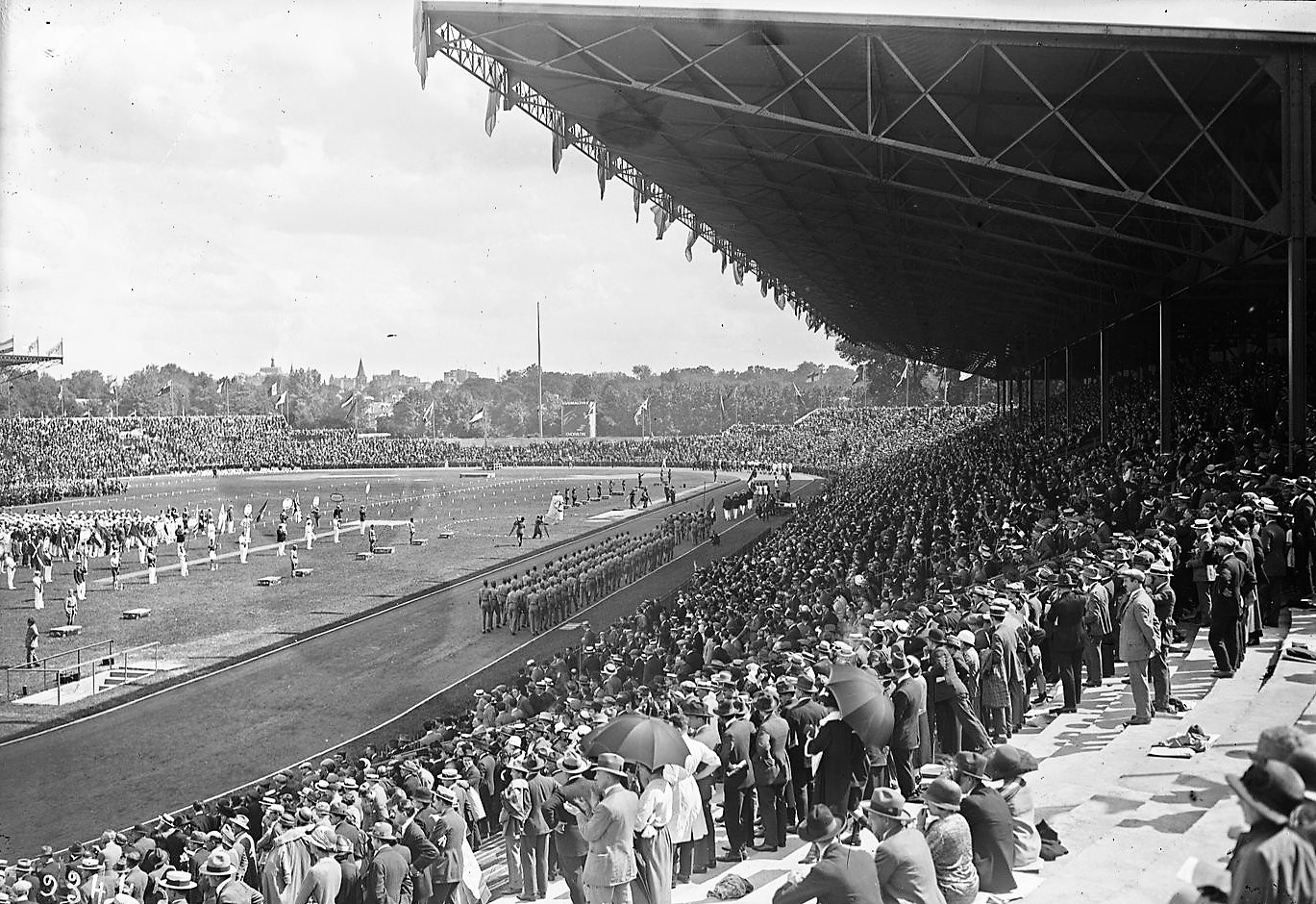
Das Olympiastadion während der Eröffnungszeremonie

| Weltbestleistung   | 9:36,6 min  | Ernesto Ambrosini ( Königreich Italien) | Paris, Frankreich     | 9. Juni 1923    |
| Olympischer Rekord | 10:00,4 min | Percy Hodge ( Großbritannien)           | OS Antwerpen, Belgien | 20. August 1920 |

### Rekordverbesserungen
Zweimal wurde der bestehende olympische Rekord verbessert, außerdem gab es eine neue Weltbestleistung.
- Olympischer Rekord:
  - 9:43,8 min – Elias Katz (Finnland), erster Vorlauf am 7. Juli
  - 9:33,6 min – Ville Ritola (Finnland), Finale am 9. Juli
- Weltbestleistung:
  - 9:33,6 min – Ville Ritola (Finnland), Finale am 9. Juli

## Durchführung des Wettbewerbs
Gelaufen wurde nicht auf der Aschenbahn des Stade de Colombes, sondern auf einer Grasbahn.
Die Athleten traten am 7. Juli zu insgesamt drei Vorläufen an. Die jeweils drei besten Läufer – hellblau unterlegt – qualifizierten sich für das Finale, das am 9. Juli stattfand.

## Vorläufe
Datum: 7. Juli 1924
Es sind nicht alle Zeiten überliefert.

### Vorlauf 1

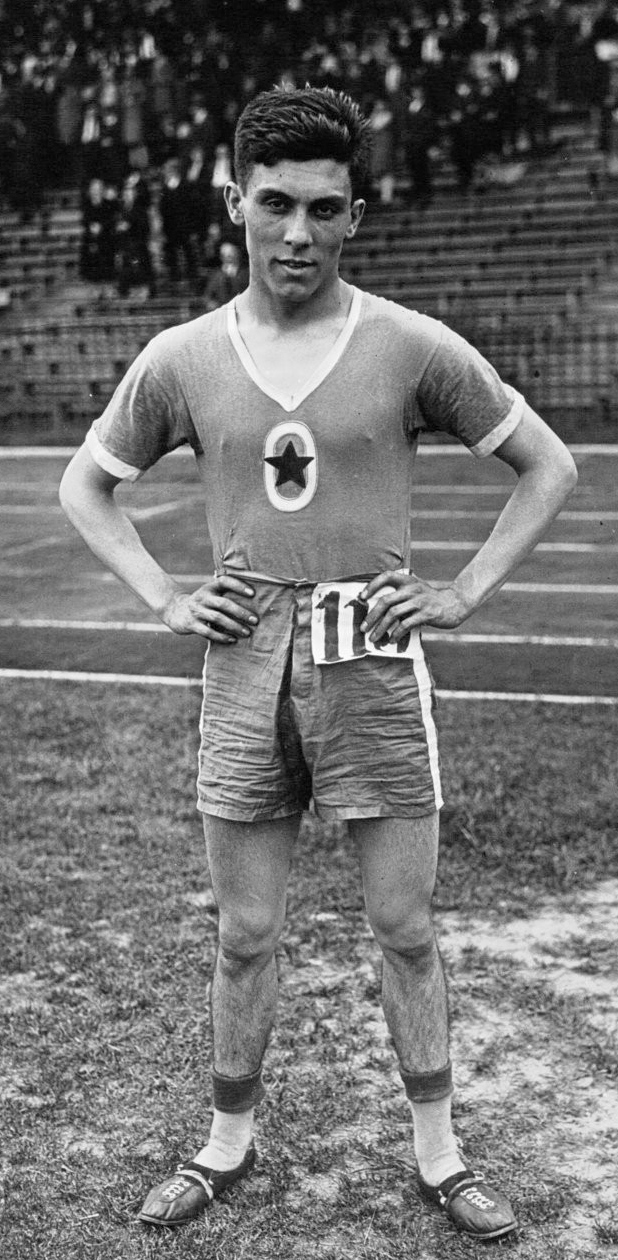
Georges Leclerc – ausgeschieden als Sechster des ersten Vorlaufs

| Platz | Name            | Nation             | Zeit        | Anmerkung |
| ----- | --------------- | ------------------ | ----------- | --------- |
| 1     | Elias Katz      | Finnland           | 09:43,8 min | OR        |
| 2     | Paul Bontemps   | Frankreich         | 09:47,2 min |           |
| 3     | Evelyn Montague | Großbritannien     | 09:48,0 min |           |
| 4     | Nestori Järvelä | Finnland           | k. A.       |           |
| 5     | Russell Payne   | USA                | k. A.       |           |
| 6     | Georges Leclerc | Frankreich         | 10:20,0 min |           |
| 7     | Antenore Negri  | Königreich Italien | k. A.       |           |

### Vorlauf 2
| Platz | Name               | Nation                | Zeit       | Anmerkung |
| ----- | ------------------ | --------------------- | ---------- | --------- |
| 1     | Albert Isola       | Frankreich            | 9:57,8 min |           |
| 2     | Michael Devaney    | USA                   | k. A.      |           |
| 3     | Karl Ebb           | Finnland              | k. A.      |           |
| 4     | Ernesto Ambrosini  | Königreich Italien    | k. A.      |           |
| 5     | David Cummings     | Großbritannien        | k. A.      |           |
| 6     | Leonard Richardson | Südafrikanische Union | k. A.      |           |
| DNF   | Sean Kelly         | Irischer Freistaat    |            |           |
| DNF   | Jan Zeegers        | Niederlande           |            |           |

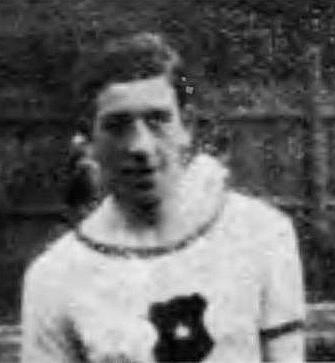
Stanisław Ziffer – ausgeschieden als Fünfter des dritten Vorlaufs

### Vorlauf 3
| Platz | Name                | Nation         | Zeit        | Anmerkung |
| ----- | ------------------- | -------------- | ----------- | --------- |
| 1     | Ville Ritola        | Finnland       | 09:59,0 min |           |
| 2     | Marvin Rick         | USA            | 10:11,0 min |           |
| 3     | Sidney Newey        | Großbritannien | k. A.       |           |
| 4     | Maurice de Conninck | Frankreich     | 10:19,0 min |           |
| 5     | Stanisław Ziffer    | Polen          | 10:38,4 min |           |

## Finale
Datum: 9. Juli 1924
| Platz | Name            | Nation         | Zeit        | Anmerkung |
| ----- | --------------- | -------------- | ----------- | --------- |
| 1     | Ville Ritola    | Finnland       | 09:33,6 min | WBL/OR    |
| 2     | Elias Katz      | Finnland       | 09:44,0 min |           |
| 3     | Paul Bontemps   | Frankreich     | 09:45,2 min |           |
| 4     | Marvin Rick     | USA            | 09:56,4 min |           |
| 5     | Karl Ebb        | Finnland       | 09:57,5 min |           |
| 6     | Evelyn Montague | Großbritannien | 09:58,0 min |           |
| 7     | Michael Devaney | USA            | 10:01,0 min |           |
| 8     | Albert Isola    | Frankreich     | 10:14,8 min |           |
| 9     | Sidney Newey    | Großbritannien | k. A.       |           |

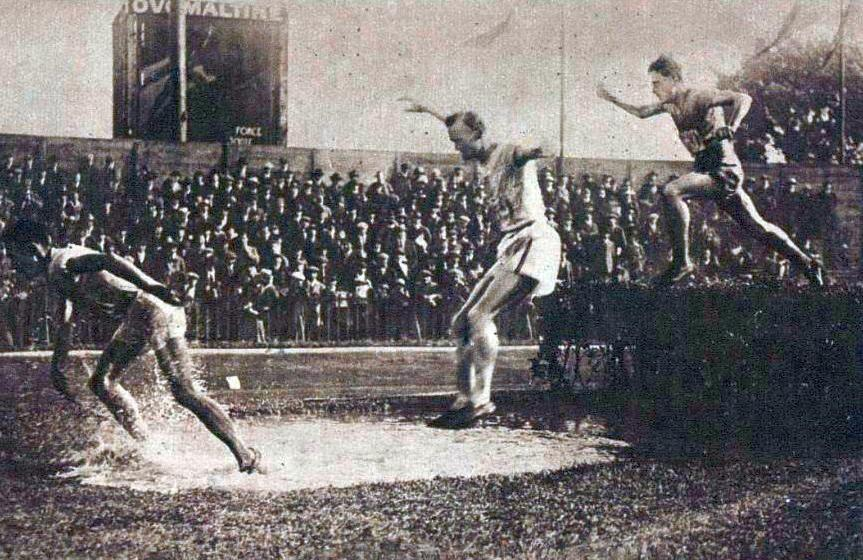
Auf der Strecke des Hindernisrennens, in Führung der spätere Sieger Ville Ritola, auf Platz drei Bronzemedaillengewinner Paul Bontemps

Ville Ritola, drei Tage zuvor Olympiasieger über 10.000 Meter, war seinen Gegnern läuferisch so weit überlegen, dass er auch ohne besondere Hindernistechnik mit deutlichem Vorsprung seine zweite Goldmedaille vor Elias Katz und Paul Bontemps gewann. Mit seiner Siegerzeit unterbot Ritola den bestehenden olympischen Rekord um fast 27 Sekunden. Offizielle Weltrekorde wurden über diese Strecke damals noch nicht geführt, aber mit seiner Zeit stellte Ritola auch eine neue Weltbestleistung auf.
Für Ville Ritola war es nach seinem Sieg über 10.000 Meter die zweite Goldmedaille in Paris.

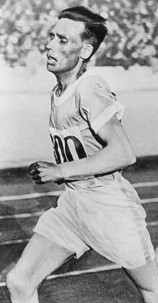
Olympiasieger Ville Ritola
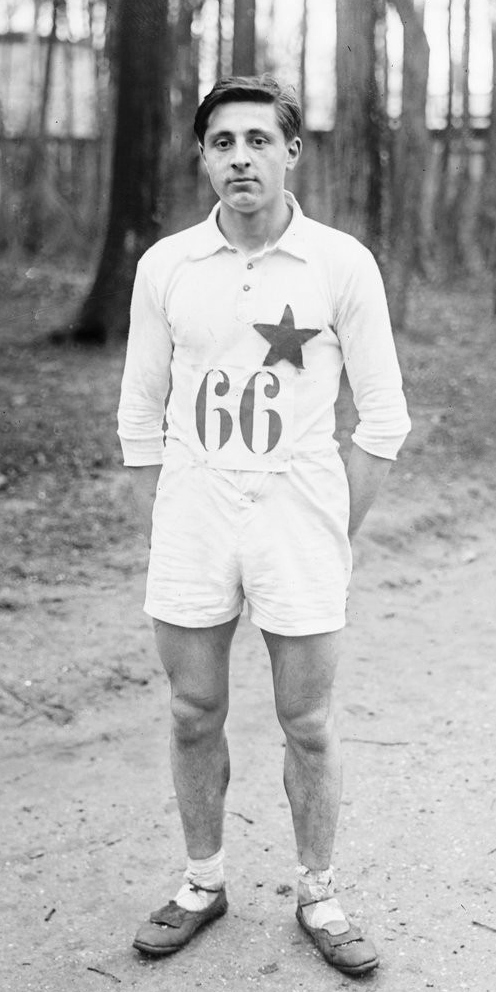
Bronzemedaillengewinner Paul Bontemps
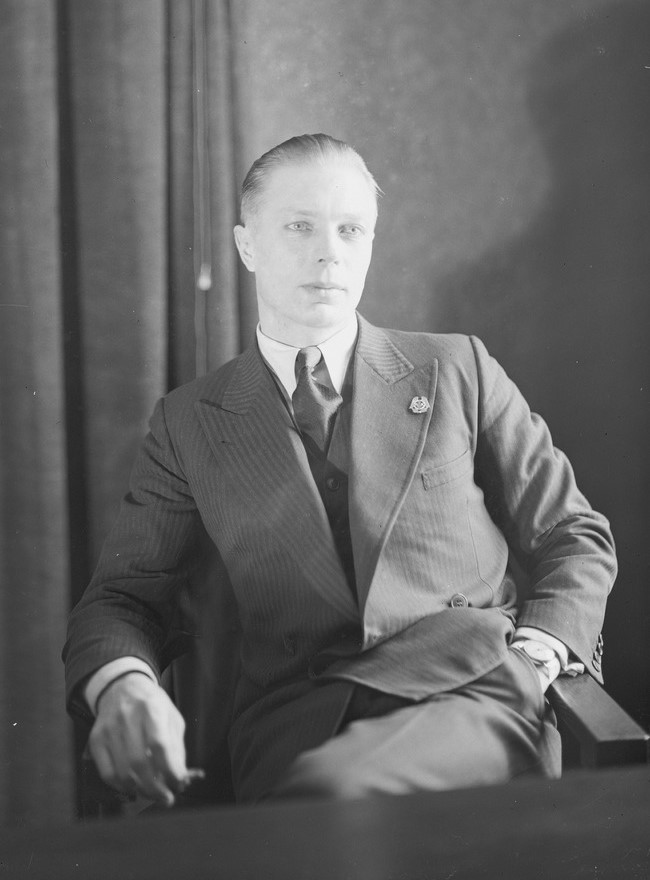
Karl Ebb – auch als Automobilrennfahrer aktiv, hier im Jahr 1931 – belegte Rang fünf
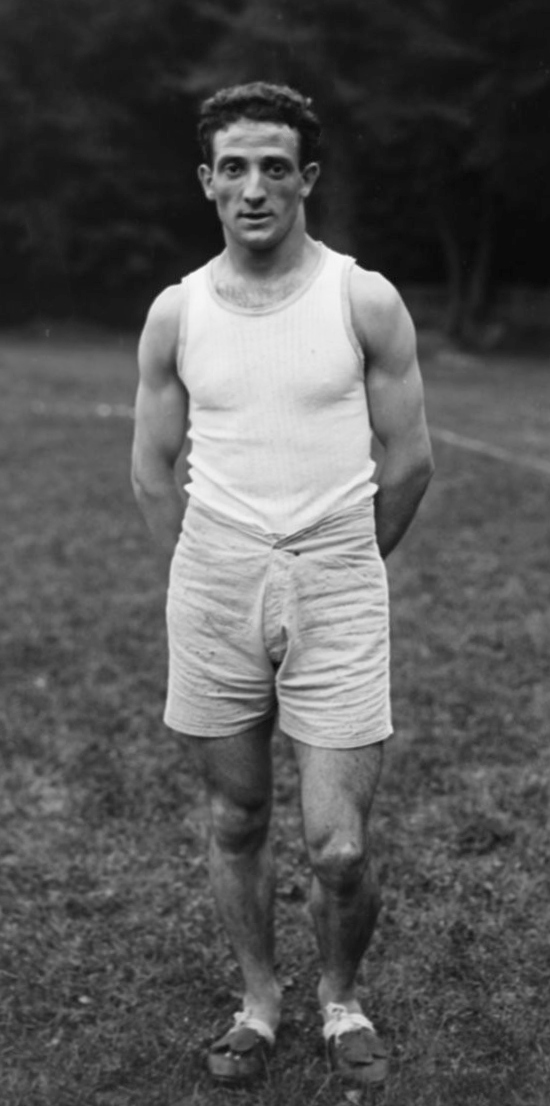
Albert Isola kam auf den achten Platz

## Video
- The Olympic Games in Paris, 1924 (1925 Documentary), youtube.com, Bereich: 51:00 min bis 53:54 min, abgerufen am 3. Juni 2021